# 제이슨 딜
제이슨 딜 (Jason Dill) (1976년 11월 21일생)은 미국의 프로 스케이트보더이자 미국의 스케이트 회사인 Fucking Awesome의 공동 설립자이다.

## 생애
제이슨 딜은 미국 캘리포니아의 헌팅턴 비치에서 태어났다. 그가 8살이었을 때, 그는 미래의 프로 스케이트 선수 에드 템플턴을 만났고, 그는 딜이 "그의 인생을 바꿨다"고 묘사했다.

## 프로 스케이트보드
딜은 12살 때 월드 인더스트리의 한 사업부에서 승마하기 위해 나타스 카우파스에 영입되기 전에 첫 후원을 받았다. 1998년, 그는 프로 팀에서 15년을 보낸 에일리언 워크샵에 합류했다. 그는 영향력 있는 광합성 비디오(Photosynthesis video)에서 최종 자리를 지켰고 이후 마인드 필드 비디오 (Mind Field video)에도 출연했다.
제이슨 딜은 2013년에 Alien Workshop을 떠났다.
딜은 일렉트로닉 아츠 (EA) 스케이트 비디오 게임 시리즈에 출연했다.